# Biłohirja
Biłohirja (ukr. Білогір'я), dawniej Lachowce (Ляхівці) – osiedle typu miejskiego na Ukrainie, w obwodzie chmielnickim, w rejonie szepetowskim, nad Horyniem. W 2001 liczyło 5709 mieszkańców.
Znajduje tu się stacja kolejowa Suchowola oraz przystanek kolejowy Biłohirja, położone na linii Szepetówka – Tarnopol.

## Historia
Miejscowość powstała w 1441, na prawie magdeburskim od 1583.
Aleksander Jarmoliński herbu Korczak zaślubił Bohdannę, czyli Deodatę, córkę podobno Daszka Kalenikowicza, dziedzica Lachowiec. Jej siostra była żoną Jaśka Sieniuty, stąd między ich potomkami ciągłe procesy o dobra lachowieckie. 
Podczas okupacji hitlerowskiej, we wrześniu 1941 roku Niemcy utworzyli getto dla żydowskich mieszkańców. Przebywało w nim około 2500 osób. 27 lipca 1942 roku Niemcy zlikwidowali getto, a Żydów zamordowali koło wsi Trostianka.  
W 1960 miejscowość uzyskała status osiedla typu miejskiego. Do 2020 siedziba rejonu biłohirskiego.

## Zabytki
- zamek[4]

## Religia

### Historia parafii rzymskokatolickiej
Parafia pw. św. Wincentego Pallottiego w Biłohirii, liczy ok. 40 osób. Biłohiria jest miasteczkiem ok. 6-tysięcznym. Ludzie żyją tu przeważnie z pracy na roli i ze swych niewielkich gospodarstw. Miasteczko długie lata nosiła nazwę Lachowce, i było położone nad jeziorem, dziś osuszonym, nad którym wznosił się kościół wraz z klasztorem, kiedyś jeden z bardziej okazalszych. Budowę klasztoru i kościoła rozpoczęto w 1612 roku, a po różnych perypetiach ukończono w 1660 r. W klasztorem i parafią opiekowali się dominikanie, a sam kościół był pw. Trójcy Przenajświętszej, Wniebowzięcia Matki Bożej oraz św. Piotra i Pawła. Konsekrowany został w niedzielę 21 lipca 1789 r. przez bp. Chryzostoma Kaczkowskiego, sufragana Łuckiego. Był wspaniale wykończony, duży, posiadał dziewięć murowanych ołtarzy i jeden drewniany. W 1859 roku w Lachowcach już nie było dominikanów, a klasztor był zabrany. Kościół jeszcze funkcjonował, a parafia liczyła ponad 2 tys. osób. W 1868 r. rząd zamknął kościół biorąc go na swój użytek i zniósł parafię. W 1869 r. urządzono w kościele cerkiew, chociaż tych w Lachowcach było już kilka. Władza radziecka zamieniła cerkiew potem na więzienie. Bezpośrednio przed oddaniem kościoła wiernym, na początku 90. lat minionego wieku, mieściły się w nim i przyległym klasztorze: dom kultury, biblioteka, posterunek milicji, straż pożarna, wojskowa komisja uzupełnień, redakcja miejscowej gazety i drukarnia. W głównej nawie kościoła zachowały się jedynie niewielkie fragmenty malowideł ściennych. Poza tym wszystko zostało zniszczone. Zastały jedynie obdarte ściany. W 1991 roku kościół został zwrócony wspólnocie katolickiej, a ksiądz dojeżdżał z oddalonych parafii. Pallotyni pracują tu od 1993 roku. Od momentu oddania klasztoru (całkowicie oddano go dopiero w 2003 r. a do tego czasu oddawano częściowo) i kościoła prowadzone są intensywne prace remontowe. Skala zniszczeń jest tak ogromna, że prace te trwać będą jeszcze długie lata. Duży wkład w odbudowę wniósł ks. Paweł Pruszyński, który w latach 1995–2002 był tam proboszczem. Po nim prace remontowe kontynuował księża Wiktor Cyran i Paweł Goraj.
Obecnie odremontowana jest jedna z bocznych części kościoła, w której odprawiana jest liturgia, ciągle postępują prace remontowe w klasztorze. Większość młodzieży z Biłohorii wyjeżdża do dużych ośrodków. Na katechezę uczęszcza kilka osób. Są to dzieci i młodzież przed wiekiem akademickim. Udało się również zebrać grupę studentów, którzy przyjeżdżają do rodzin na weekendy i w niedzielę przychodzą na katechezę. Parafia jest wzbogacona również o postulat, który tutaj przeżywają kandydaci do Stowarzyszenia. Pierwszy postulat odbył się w Biłohirii w 1999/2000 roku. Od tego czasu ponad 30 kandydatów do Stowarzyszenia odbywało tu pierwszy rok formacji. Postulat jest niemal naturalną częścią parafii, bo chłopcy są zaangażowani w zwyczajne jej życie. Niemal codziennie mszę św. przeżywają razem z parafianami i angażują się w pomoc przy katechizacji. Duży nacisk w pracy duszpasterski jest kładziony na dzieci, dlatego oprócz całorocznego zwyczajnego duszpasterstwa, każdego roku dla dzieci organizowane są różne wyjazdy wakacyjne. Księża pallotyni duszpasterską pracą obejmują również trzy inne parafie: w Małym Łazuczynie (w odległości ok. 40 km), Teofipolu (25 km) i Jampolu (20 km). Parafia administracyjnie należy do dekanatu Płonne.